# Теодор Китирски
Свети Теодор Китирски је био хришћански подвижник у Китери у 10. веку. 
Дошао је из Коронија или по другима из Цариграда. Васпитан је у Нафплију, где га је за ђакона рукоположио епископ Аргос Теодорос.
У врема владавине цара Романа I Лекапина отишао је у Китеру, где се замонашио и подвизавао у храму светих Сергија и Вакха. Ту је провео остатак живота.
Данас у том крају постоји храм у његову част, а на дан његове смрти одржава се годишњи фестивал. Његов спомен православна црква празнује 12. маја.